# Ferenc Stockbauer
Ferenc Stockbauer  est un footballeur professionnel hongrois. Stockbauer a fui son pays en 1956 à la suite de l'invasion de Budapest par les troupes soviétiques.

## Clubs successifs
- Allschwil
- Bâle
- UGS
- Sion 1963 - 1969
- Viège

## Palmarès
- 1965 : Vainqueur de la Coupe Suisse avec le FC Sion